# Lily Ho
Lily Ho est une actrice chinoise ayant travaillé de la fin des années 1960 au début des années 1970 pour la Shaw brothers.

## Biographie
Sa date de naissance est incertaine : sa page sur le site de la compagnie Celestial Pictures (ayant-droit du catalogue de la Shaw Brothers) indique l'année 1947, ce qui est cohérent avec l'information d'un article du magazine Southern Screen d'août 1963 qui lui donne alors quinze ans et demi ce qui indiquerait la fin de 1947 ou le début de 1948. D'autres sources donnent l'année 1946, et certains sites le 25 novembre 1946. Elle serait née à Nankin dans une famille ensuite réfugiée à Taïwan.
Elle est découverte par le réalisateur Yuen Cho-Fung qui l’aurait engagée en 1963 pour son film Songfest (sorti en 1965), tourné à Taïwan. Elle fait alors partie d’une génération d’actrices baptisée « the 12 golden hairpins », dont Run Run Shaw a fait l’élite féminine du cinéma mandarin[réf. nécessaire].
Au début de sa carrière, Lily Ho joue des personnages de fille sexy et/ou rebelle, notamment dans Till the End of Time (1966) ou The Knight of Knights (1966) où elle apparait nue. Elle est remarquée dans My Dream Boat (1967), dont elle n'avait obtenu le rôle principal que grâce au désistements de Li Ching (blessée à la jambe) et de Jenny Hu (enceinte).
Comme la plupart des salariées de la Shaw, elle est une actrice polyvalente, jouant dans des films d'espionnage comme Angel With The Iron Fists (1967) et d’arts martiaux comme The Water Margin (1972) aussi bien que dans des drames romantiques tels My Dream Boat (1967). Elle obtient le prix de la meilleure actrice à l'Asian Film Festival en 1973 pour son rôle masculin dans Les 14 Amazones.
Elle met fin à sa carrière en 1974, après son mariage avec George Chao Sze-kwong, l'un des deux fils de l'armateur Chao Tsong-yea, fondateur du groupe Wah Kwong. Le couple a quatre enfants, dont l'aînée Sabrina Chao a repris la présidence du groupe.

## Filmographie
- 1965 : Songfest
- 1965 : Song of Orchid Island
- 1966 : Till the End of Time : Fei Yi Hua
- 1966 : The Knight of Knights
- 1966 : Princess Iron Fan
- 1967 : Angel with the Iron Fists
- 1967 : Hong Kong Nocturne : Chia Tsui Tsui
- 1967 : Auntie Lan
- 1967 : The Sword and the Lute
- 1967 : Inter-Pol
- 1967 : That Tender Age
- 1967 : My Dream Boat
- 1967 : King Drummer
- 1968 : The Silver Fox
- 1968 : Angel Strikes Again
- 1968 : The Brain-Stealers
- 1969 : The Singing Thief : Darling Fang
- 1969 : The Millionaire Chase
- 1969 : Tropicana Interlude
- 1970 : The Golden Knight (en)
- 1970 : The Orchid
- 1970 : A Time for Love (en)
- 1971 : The Venus' Tear Diamond
- 1971 : The Jade Faced Assassin
- 1971 : The Lady Professional
- 1971 : We Love Millionaires
- 1971 : Lady with a Sword : Feng Fei-fei
- 1972 : La Légende du lac (The Water Margin) de Chang Cheh : Vipère-d'une-Toise
- 1972 : The Casino (en)
- 1972 : Les Maîtres de l'épée (Trilogy of Swordsmanship)
- 1972 : Of Wives and Mistresses
- 1972 : Les 14 Amazones (The Fourteen Amazons)
- 1972 : The Warlord : Hsiao Lan Fang
- 1972 : Intimate Confessions of a Chinese Courtesan de Chu Yuan : Ai Nü
- 1972 : Flower in the Rain
- 1973 : Facets of Love : Bat Dung Sam
- 1973 : River of Fury
- 1973 : The House of 72 Tenants de Chu Yuan : cameo
- 1974 : Sex, Love and Hate
- 1974 : Five Tough Guys

## Récompenses
- 1973 - Meilleure actrice à l’Asian Film Festival, pour son rôle dans le film Les 14 Amazones